# Vani Best II
Albums de Vanilla Beans
VaniBest
(22 septembre 2010)
Albums par Vanilla Beans
Vanilla Beans V
(3 février 2016)
EPs par Vanilla Beans
Def & Def
(19 mai 2010)
Vani Best II est la deuxième compilation du groupe féminin japonais Vanilla Beans sortie en 2017.

## Détails de l'album
Succédant à la première compilation sortie sept ans auparavant, cet album sort le 6 décembre 2017, en trois éditions, sous le major Avex Trax. Il atteint la 77e place du classement hebdomadaire des ventes de l'Oricon.
L'album est vendu en édition régulière (CD seulement) et deux éditions limitées : l'une avec un DVD en supplémentent et l'autre avec un Blu-ray.
Le CD contient au total 18 chansons. Vous pourrez retrouver les chansons des 13 premiers singles de Vanilla Beans depuis leurs débuts en 2007, dont la version originale du premier single U ♡ Me de Vanilla Beans, chanté par Rena et Rika, la formation originale de Vanilla Beans. Cet compilation contient également : une nouvelle chanson Tokei Shikake no Wonder Land, dont le clip sort l ; une version remixée de leur chanson Tokyo wa Yoru no Shichiji (reprise de la chanson The Night Is Still Young - 7:00pm Tokyo de Pizzicato Five), leur reprise originale figurant dans l'album VaniBest (2010).
Chaque édition contient, comme chanson bonus, une chanson sortie en un single numérique : sweet Life (sortie en février 2017), Tokyo Crawl (sortie en août 2017 et chantée par la membre Rena) Niihao! Saiken! YODAREDORI!! (sortie en août 2017 et chantée par Omisohantori Chakohan, groupe spéciale formé par la membre Risa).
Le DVD contient des vidéos live célébrant le 10e anniversaire de Vanibe, ainsi qu'avec des dialogues entre les membres et d'autres idoles tels que Mai Endō (ex-Idoling!!!) et Kaede (du groupe Negicco).
Le Blu-ray contient quant à lui des vidéos live et une interview des singles du groupe.

## Formation
- Rena
- Lisa

Membre non créditée sur l'album
- Rika (présente sur la 2e piste)

## Listes des titres
Edition régulière
| 1.  | Tokei Shikake no Wonder Land (時計仕掛けのワンダーランド)                              | nouvelle chanson                                                               |  |
| 2.  | U ♡ Me                                                                                 | 1er single                                                                     |  |
| 3.  | Nicola (ニコラ)                                                                        | 2e single                                                                      |  |
| 4.  | Sakasaka Circus (サカサカサーカス)                                                     | 3e single                                                                      |  |
| 5.  | LOVE & HATE                                                                            | 4e single                                                                      |  |
| 6.  | Toki no Kakera (トキノカケラ)                                                          | 5e single                                                                      |  |
| 7.  | Choco Mint Flavor Time (チョコミントフレーバータイム)                                  | 6e single                                                                      |  |
| 8.  | Non-section (ノンセクション)                                                           | 7e single                                                                      |  |
| 9.  | Muscat Slope Love (マスカット・スロープ・ラブ)                                         | 8e single                                                                      |  |
| 10. | Please Me, Darling (プリーズミー・ダーリン)                                            | 9e single                                                                      |  |
| 11. | Watashi... Fukō Guse (ワタシ…不幸グセ)                                                 | 10e single                                                                     |  |
| 12. | Cup no Fuchico Official Song: Kitto Ii Basho (コップのフチ子公式ソング きっといい場所) | co-face A du 11e single                                                        |  |
| 13. | Uchōten Girl (有頂天ガール)                                                            | 12e single                                                                     |  |
| 14. | Onna wa Sore wo Gaman Shinai (女はそれを我慢しない)                                    | co-face A du 13e single                                                        |  |
| 15. | Be-nius (ビーニアス)                                                                   | co-face A du 13e single                                                        |  |
| 16. | lonsome X                                                                              | co-face A du 13e single                                                        |  |
| 17. | Tokyo wa Yoru no Shichiji (Konishi Yasuharu remix) (東京は夜の七時)                    | version remixée de la reprise originale ; reprise d'un titre de Pizzicato Five |  |
| 18. | sweet life (bonus track)                                                               | single numérique                                                               |  |

Edition CD+DVD
| 1.  | Tokei Shikake no Wonder Land (時計仕掛けのワンダーランド)                                                                  | nouvelle chanson                                                               |  |
| 2.  | U ♡ Me | 1er single                                                                     |  |
| 3.  | Nicola (ニコラ) | 2e single                                                                      |  |
| 4.  | Sakasaka Circus (サカサカサーカス)                                                                                         | 3e single                                                                      |  |
| 5.  | LOVE & HATE | 4e single                                                                      |  |
| 6.  | Toki no Kakera (トキノカケラ)                                                                                              | 5e single                                                                      |  |
| 7.  | Choco Mint Flavor Time (チョコミントフレーバータイム)                                                                      | 6e single                                                                      |  |
| 8.  | Non-section (ノンセクション)                                                                                               | 7e single                                                                      |  |
| 9.  | Muscat Slope Love (マスカット・スロープ・ラブ)                                                                             | 8e single                                                                      |  |
| 10. | Please Me, Darling (プリーズミー・ダーリン)                                                                                | 9e single                                                                      |  |
| 11. | Watashi... Fukō Guse (ワタシ…不幸グセ)                                                                                     | 10e single                                                                     |  |
| 12. | Cup no Fuchico Official Song: Kitto Ii Basho (コップのフチ子公式ソング きっといい場所)                                     | co-face A du 11e single                                                        |  |
| 13. | Uchōten Girl (有頂天ガール)                                                                                                | 12e single                                                                     |  |
| 14. | Onna wa Sore wo Gaman Shinai (女はそれを我慢しない)                                                                        | co-face A du 13e single                                                        |  |
| 15. | Be-nius (ビーニアス) | co-face A du 13e single                                                        |  |
| 16. | lonsome X | co-face A du 13e single                                                        |  |
| 17. | Tokyo wa Yoru no Shichiji (Konishi Yasuharu remix) (東京は夜の七時)                                                        | version remixée de la reprise originale ; reprise d'un titre de Pizzicato Five |  |
| 18. | Niihao! Saiken! YODAREDORI!! (Omisohantori Chakohan) (bonus track) (ニーハオ!再見!YODAREDORI!! (おみそはんとりちゃこはん)) | single numérique ; interprété par Omisohantori Chakohan (Lisa et MC Gohan)     |  |

| 1. | Nicola (Vanilla Beans ~10th Anniversary Live~)            |  |
| 2. | Toki no Kakera (Vanilla Beans ~10th Anniversary Live~)    |  |
| 3. | Bi-nius (Vanilla Beans ~10th Anniversary Live~)           |  |
| 4. | sweet life (Vanilla Beans ~10th Anniversary Live~)        |  |
| 5. | Rena x Endo Mai (10th Anniversary Special Dialogue)       |  |
| 6. | Risa x Kaede (Negicco) 10th Anniversary Special Dialogue) |  |

Edition CD+Blu-ray
| 1.  | Tokei Shikake no Wonder Land (時計仕掛けのワンダーランド)                              | nouvelle chanson                                                               |  |
| 2.  | U ♡ Me                                                                                 | 1er single                                                                     |  |
| 3.  | Nicola (ニコラ)                                                                        | 2e single                                                                      |  |
| 4.  | Sakasaka Circus (サカサカサーカス)                                                     | 3e single                                                                      |  |
| 5.  | LOVE & HATE                                                                            | 4e single                                                                      |  |
| 6.  | Toki no Kakera (トキノカケラ)                                                          | 5e single                                                                      |  |
| 7.  | Choco Mint Flavor Time (チョコミントフレーバータイム)                                  | 6e single                                                                      |  |
| 8.  | Non-section (ノンセクション)                                                           | 7e single                                                                      |  |
| 9.  | Muscat Slope Love (マスカット・スロープ・ラブ)                                         | 8e single                                                                      |  |
| 10. | Please Me, Darling (プリーズミー・ダーリン)                                            | 9e single                                                                      |  |
| 11. | Watashi... Fukō Guse (ワタシ…不幸グセ)                                                 | 10e single                                                                     |  |
| 12. | Cup no Fuchico Official Song: Kitto Ii Basho (コップのフチ子公式ソング きっといい場所) | co-face A du 11e single                                                        |  |
| 13. | Uchōten Girl (有頂天ガール)                                                            | 12e single                                                                     |  |
| 14. | Onna wa Sore wo Gaman Shinai (女はそれを我慢しない)                                    | co-face A du 13e single                                                        |  |
| 15. | Be-nius (ビーニアス)                                                                   | co-face A du 13e single                                                        |  |
| 16. | lonsome X                                                                              | co-face A du 13e single                                                        |  |
| 17. | Tokyo wa Yoru no Shichiji (Konishi Yasuharu remix) (東京は夜の七時)                    | version remixée de la reprise originale ; reprise d'un titre de Pizzicato Five |  |
| 18. | TOKYO CRAWL (bonus track) (トーキョー・クロール)                                       | single numérique ; interprété par Rena                                         |  |

| 1. | 10th Anniversary live video digest |  |
| 2. | Members interview off-shot video   |  |